# Asta Nielsen
Asta Sofie Amalie Nielsen (Kopenhagen, 11 september 1881 – Frederiksberg, 24 mei 1972), ook bekend als Die Asta, was een Deense actrice, die vooral in Duitse stomme films uit de jaren 10 en 20 van de 20e eeuw speelde. Ze had de bijnaam De Stille Muze.

## Biografie
Asta Nielsen werd geboren in de Kopenhaagse wijk Vesterbro. Haar vader, een koperslager, overleed voordat Asta de leeftijd van 15 had bereikt. Ze volgde acteerlessen aan de Koninklijke Theaterschool van Kopenhagen. In Scandinavië werd ze een beroemde toneelactrice. In 1909 werd ze door regisseur Urban Gad aangemoedigd om in een stomme film te gaan spelen en in 1910 was ze voor het eerst te zien in de film Afgrunden. Deze film, die ook voor Urban Gad het debuut betekende, was een succes en Asta Nielsen werd aangemoedigd om verder te gaan met films. In die jaren werd ze als een van de eerste sekssymbolen beschouwd. Nielsen trouwde met Urban Gad en verhuisde naar Duitsland.
Zij speelde zowel gebroken, lijdende vrouwen, als prostituees, danseressen en arbeidsters. Ze speelde in tientallen films, waaronder dertig films van Urban Gad. In 1920 was zij twee maal te zien in Nederland. In september van dat jaar bezocht zij de Kinotentoonstelling in Amsterdam en speelde daar een scène uit Alexandre Dumas' La Dame aux camélias. In november 1920 trad zij op in Den Haag, waar eind 1921 ook de naar haar vernoemde Asta-bioscoop geopend werd. Haar filmcarrière eindigde met de opkomst van de gesproken films rond 1930. Hoewel ze een prettige stem had, ging haar kwaliteit, het acteren met gelaatsuitdrukkingen, in dit nieuwe medium verloren. Haar eerste geluidsfilm, Unmögliche Liebe (1932; met de Nederlandse actrice Ery Bos), werd meteen haar laatste.
Sindsdien speelde zij alleen nog maar op het toneel. In 1946 verscheen haar autobiografie: Die schweigende Muse
Asta Nielsen overleed in Frederiksberg in 1972, kort na haar vijfde huwelijk. Ze werd begraven op de Vestre Kirkegård in Kopenhagen.

## Filmografie
- Livets storme (1910, De stormen van het leven)
- Afgrunden (1910, De afgrond, The abyss, zie kopje DVD's)
- Die Verräterin (1911)
- Heißes Blut (1911)
- Nachtfalter (1911)
- Im großen Augenblick (1911)
- Den sorte drøm (1911, De zwarte droom, The black dream. Zie kopje DVD's)
- Der Fremde Vogel (1911)
- Balletdanserinden (1911, De balletdanseres)
- Komödianten (1912)
- Jugend und Tollheit (1912)
- Die Arme Jenny (1912)
- Die Macht des Goldes (1912)
- Zu Tode gehetzt (1912)
- Der Totentanz (1912)
- Die Kinder des Generals (1912)
- Wenn die Maske fällt (1912)
- Das Mädchen ohne Vaterland (1912)
- Die Sünden der Väter (1913)
- Der Tod in Sevilla (1913)
- Die Suffragette (1913)
- S1 (1913)
- Die Filmprimadonna (1913, zie kopje DVD's)
- Die Weißen Rosen (1914)
- Standrechtlich erschossen (1914)
- Das Feuer (1914)
- Die Falsche Asta Nielsen (1914)
- Die Ewige Nacht (1914)
- Engeleins Hochzeit (1914)
- Engelein (1914)
- Das Kind ruft (1914)
- Zapatas Bande (1914)
- Vordertreppe - Hintertreppe (1915)
- Die Tochter der Landstraße (1915)
- Das Weisenhauskind (1916)
- Die Börsenkönigin (1916)
- Das Liebes-ABC (1916)
- Dora Brandes (1916)
- Aschenbrödel (1916)
- Die Brüder (1917)
- Waisenhausmädchen (1918)
- Im Lebenswirbel (1918)
- Die Rose der Wildnis (1918)
- Das Eskimobaby (1918)
- Rausch (1919)
- Der Idiot (1919)
- Lucas, Kapitel 15 (1919)
- Das Ende vom Liede (1919)
- Mod lyset (1919, Naar het licht, Towards the light. Zie kopje DVD's)
- Nach dem Gesetz (1919)
- Die Spielerin (1920)
- Mata Hari (1920)
- Hamlet (1920, zie kopje DVD's)
- Der Reigen - Ein Werdegang (1920)
- Graf Sylvains Rache (1920)
- Kurfürstendamm (1920)
- Steuermann Holk (1920)
- Die Spionin (1921)
- Die Geliebte Roswolskys (1921)
- Cleopatra, die Herrin des Nils (1921)
- Die Büchse der Pandora (1921)
- Irrende Seelen (1921)
- Fräulein Julie (1922)
- Brigantenrache (1922)
- Vanina oder Die Galgenhochzeit (1922)
- Die Tänzerin Navarro (1922)
- Erdgeist (1923)
- Der Absturz (1923)
- I.N.R.I. (1923)
- Das Haus am Meer (1924)
- Die Schmetterlingsschlacht (1924)
- Die Frau im Feuer (1924)
- Athleten (1925)
- Hedda Gabler (1925)
- Lebende Buddhas (1925)
- Die Freudlose Gasse (1925, zie kopje DVD's)
- Die Gesunkenen (1926)
- Laster der Menschheit (1927)
- Dirnentragödie (1927)
- Gehetzte Frauen (1927)
- Kleinstadtsünder (1927)
- Das Gefährliche Alter (1927)
- Unmögliche Liebe (1932)

## DVD's
- Hamlet / Asta Nielsen ... et al.; regie: Sven Gade, Heinz Schall. Die Filmprimadonna / Asta Nielsen ...et al.; regie: Urban Gad. München : Film & Kunst, 2011. 2 dvd-video's, zwart/wit met kleurtinten, geluid + 19 p. tekst. (Edition Filmmuseum ; 37). Videoversie van de films. Bevat tevens: Asta Nielsen privat; Asta Nielsen Privatoptagelser; Hamlet Fassungsvergleich; Der elektronische Hamlet; Hamlet con Asta Nielsen. Disc 1: Duitsland : Art-Film, 1920/21. 110 min.; Disc 2: Duitsland : PAGU, 1913. 68 min.
- Die freudlose Gasse. München, Film & Kunst GmbH, 2010. 2 dvd-video's (151, 111 min.) : getint, kleur, geluid + 18 p. tekst. (Edition Filmmuseum ; 48). Videoversie van de gelijknamige speelfilms. Überarb. DVD-Fassung 2009. Pabst wieder sehen. 1997 (21 min.). ROM-Bereich mit Drehbuch und Dokumenten. DVD 1: Die freudlose Gasse / Regie Georg Wilhelm Pabst ; Drehbuch: Willy Haas, nach dem Roman (1924) von Hugo Bettauer ; Darsteller: Asta Nielsen, Greta Garbo. Duitsland, Sofar-Film-Produktion, 1925.110 min.; DVD 2: Der andere Blick / Drehbuch und Regie: Hannah Heer, Werner Schmiedel; mit: Rudolph S. Joseph. Oostenrijk : Thalia-Film, 1991. 68 min.
- Asta Nielsen. Kopenhavn, Det Danske Filminstitut, 2005. 1 dvd-video, zw/w., geluid. (Danske stumfilmklassikers). Bevat: Afgrunden = The abyss (1910,35 min.) / dir. Urban Gad; Balletdanserinden = The ballet dancer (1911, 45 min.) / dir. August Blom; Den sorte drøm = The black dream (1911, 56 min.) / dir. Urban Gad; Mod lyset = Towards the light (1919, 55 min.) / dir. Holger-Madsen. Denemarken : Nordisk Films Kompagnis.

## Autobiografie
- Nielsen, Asta (1998). Den tiende Muse. 3. udg. København, Gyldendal, 1998. 269 p., 24 p. pl. . 1. udg.: 1966, 271 p. Oorspr.uitg.: 2 dl., 1945-1946. Bevat: 1: Vejen til filmen. 2: Filmen. Duitse vert. o.d.t.: Die schweigende Muse / aus dem Dänischen von H. Georg Kemlein. Rostock : Hinstorff, 1961. 301 p.
- Nielsen, Asta (1998). Breve 1911-71 / udv. af Ib Monty. København, Gyldendal. 196 p. ISBN 87-00-33318-2

## Biografieën
- Beuys, Barbara (2020). Asta Nielsen : Filmgenie und Neue Frau. Berlin, Insel Verlag. 447 p. ISBN 978-3-458-17841-5. Auch als eBook erhältlich. Met hierin op basis van onderzoek correcties op haar autobiografie[1].
- Seydel, Renate, & Allan Hagedorff (Hrsg.)(1984). Asta Nielsen : ihr Leben in Fotodokumenten, Selbstzeugnissen und zeitgenössischen Betrachtungen / gestaltet von Bernd Meier; Vorw. Svend Kragh-Jacobsen. Neuausg. Berlin : Henschelverlag. 263 p. Oorspr. uitg.: 1981.